# تور فرست
تور فرست (انگلیسی: Tour First) ساختمان اداری-تجاری ۵۲ طبقه مستقر در لا دفانس، فرانسه است، که در سال ۱۹۷۴ احداث گردید.